# Ландр, Жанна
Жанна Ландр (фр. Jeanne Landre; 29 декабря 1874, Париж — 17 ноября 1936, Париж) — французская писательница.
Публиковала повести и романы с 1900 года, специализируясь первоначально на описании быта и нравов Монмартра: особенно характерным был цикл произведений про девушку по прозвищу Луковка (фр. Échalote), сперва торговавшую яблоками на улице, — четыре романа, напечатанных в 1909—1932 гг. Первый из них, «Луковка и её любовники» (фр. Échalote et ses amants), в 1937 г. был адаптирован в ностальгическую комедию для сцены (инсценировка Лео Маршеса, куплеты Макса Ренье, в заглавной роли Мари Бизе). Из других произведений Ландр внимание привлёк роман «Школа крёстных» (фр. L'École des marraines; 1917), подробно рассказывающий об особой форме поддержки солдат в годы Первой мировой войны — так называемых «крёстных матерях», то есть женщинах (в том числе достаточно молодых и жаждущих любви), которые писали письма на фронт одиноким солдатам. Современные критики видели в Ландр продолжательницу творческой манеры Анри Мюрже. Дружила с Лораном Тайадом и Жаном Риктюсом, о Риктюсе и об Аристиде Брюане опубликовала книги (обе 1930).